# Architecture soudanaise

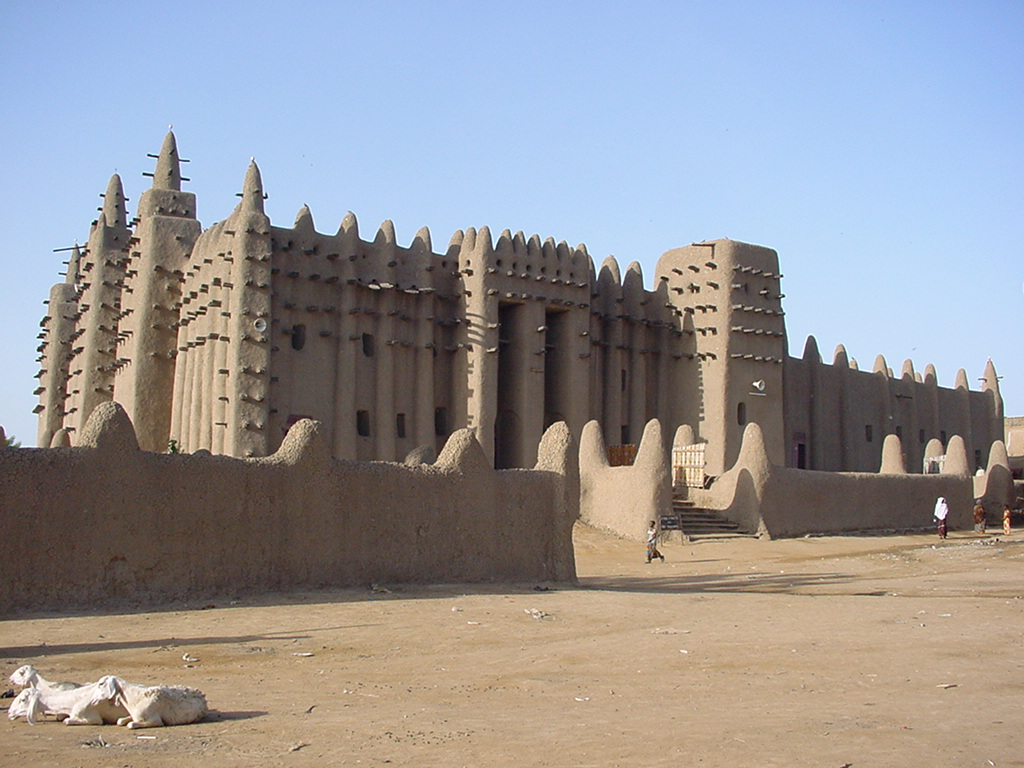
La grande mosquée de Djenné

L'architecture soudanaise, ou soudano-sahelienne, est un type d'architecture rencontrée en Afrique de l'Ouest et principalement au Mali dans la région correspondant à ce qui a formé le Soudan français.

## Caractéristiques

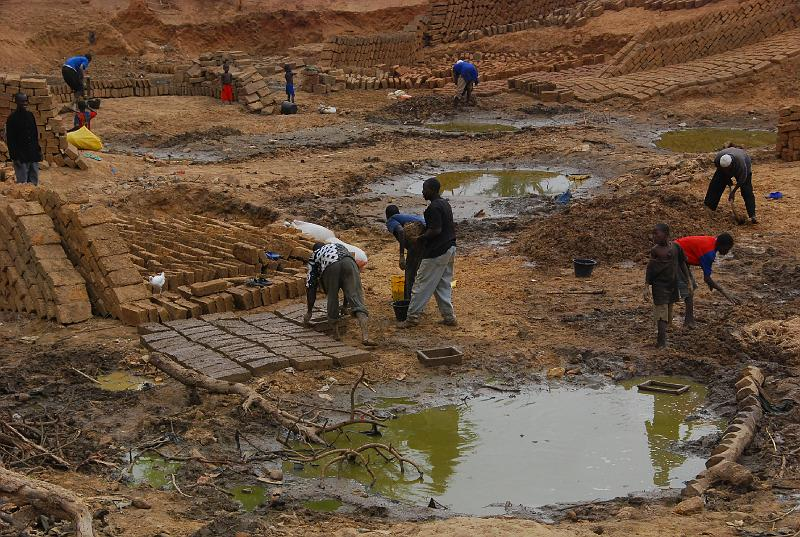
Préparation du banco, Mali

Elle correspond à une architecture urbaine ou monumentale en terre crue. Les édifices sont constitués de briques de banco, un mélange d'argile macéré avec de la paille, des balles de riz et éventuellement du beurre de karité. Parmi les autres éléments caractéristiques, on trouve la présence de pilastres, piliers de renforcement légèrement plus hauts que le mur et se terminant par une croisée d'ogives. Dans le cas des constructions religieuses, ces pilastres peuvent porter des œufs d'autruche. Les mosquées comportent également de nombreuses branches de palmier, les terrons, insérées dans le mur : ils permettent de faciliter le crépissage, indispensable à l'entretien de l'édifice pour qu'il supporte la saison des pluies, et d'absorber les dilatations thermiques.

## Origine
L'origine de cette architecture est souvent attribuée à l'architecte (et poète) andalou Abou Ishaq es-Sahéli, qui revint avec l'empereur Kankou Moussa de son pèlerinage à la Mecque, et à qui fut confiée la réalisation de la mosquée dite de Kankou Moussa, à Gao et la  mosquée Djingareyber de Tombouctou.

## Témoins représentatifs

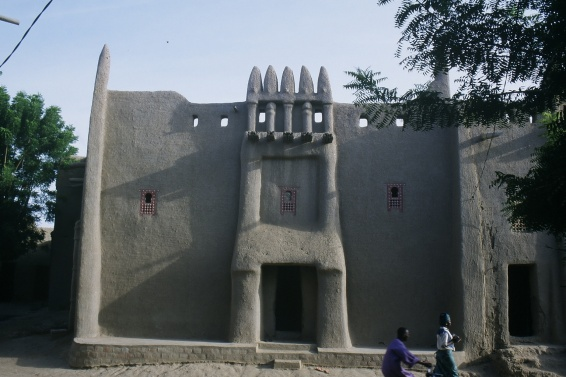
maison traditionnelle, à Djenné

### Architecture urbaine
- Mali :
  - La ville de Djenné, entièrement construite en architecture soudanaise, est considéré comme le berceau de ce type d'architecture en milieu urbain.
  - Le quartier somono de Ségou[4]
  - Le village de Ségou Koro, à quelques kilomètres à l'ouest de Ségou, possède une vieille mosquée et un quartier construit en terre crue

- Nigéria :
  - la vieille ville de Zaria au nord du Nigéria
  - la vieille ville de Kano au nord du Nigéria, construit partiellement en argile, contient aussi un mur d'enceinte qui assiège la vieille ville

### Architecture monumentale
- Marché local "Dinar Tayeb" à la ville d'Adrar, sud d'Algérie.
- La grande mosquée de Djenné, d'architecture soudanaise, est le plus grand édifice en terre crue du monde.
- La Mosquée Kankou Moussa de Gao
- le Tombeau des Askia, à Gao. Il a été inscrit en 2004 sur la liste du patrimoine mondial[5].
- La Grande mosquée du vendredi de Niono, elle a remporté le Prix Aga Khan d'architecture en 1983[6]
- La mosquée de Komoguel de Mopti
- la mosquée Djingareyber de Tombouctou
- La Grande mosquée de Bougouni[7].
- La Grande mosquée de Senoussa, au sud de Mopti, au Mali
- Palais du roi Ahmadou Tall, à Ségou (disparu)
- La Grande mosquée d'Agadez, au Niger
- La Grande mosquée de Bobo-Dioulasso, au Burkina Faso
- La Grande mosquée de Bani au Burkina Faso. Cette mosquée se situe à l'est du pays entre les villes de Dori et Tougouri.
- La Grande mosquée d'Ouahabou au Burkina Faso, construite particulièrement en brique et paille[8]
- Mosquée de Larabanga, au Ghana
- Les mosquées soudanaises du nord de la Côte d'Ivoire[9]

## Évolution
Lors de l'époque coloniale, les architectes français s'appuyèrent sur les codes soudanais pour réaliser les bâtiments coloniaux, donnant naissance ainsi à l'architecture néo-soudanaise.

## Photographies

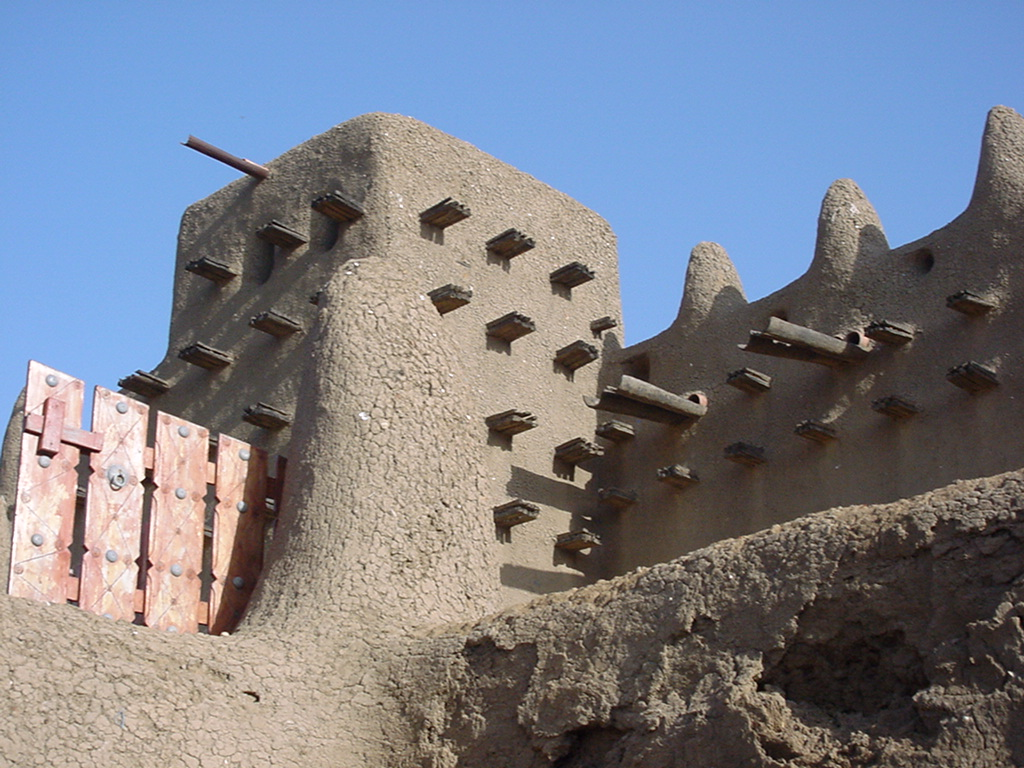
Torons insérés dans un mur de banco (mosquée de Djenné)
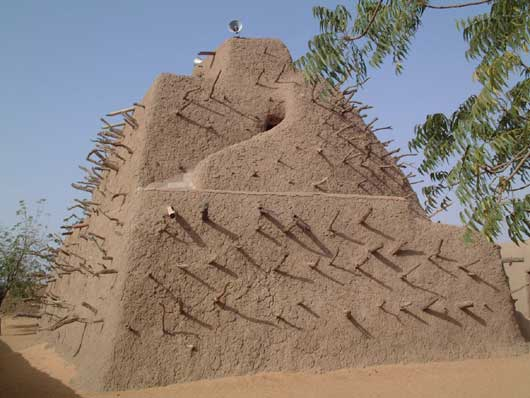
Tombeau des Askia, à Gao
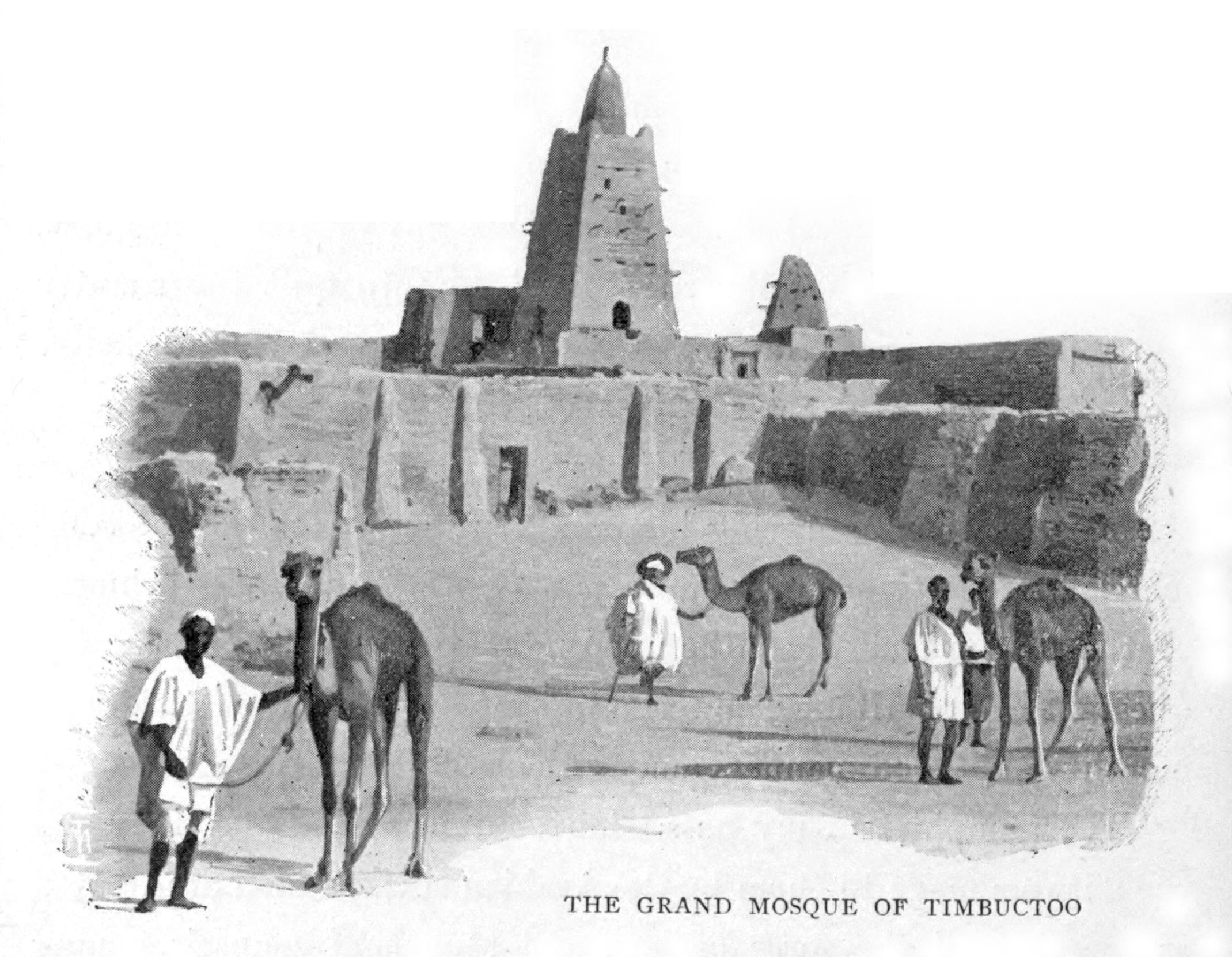
Gravure de la Grande Mosquée de Tombouctou
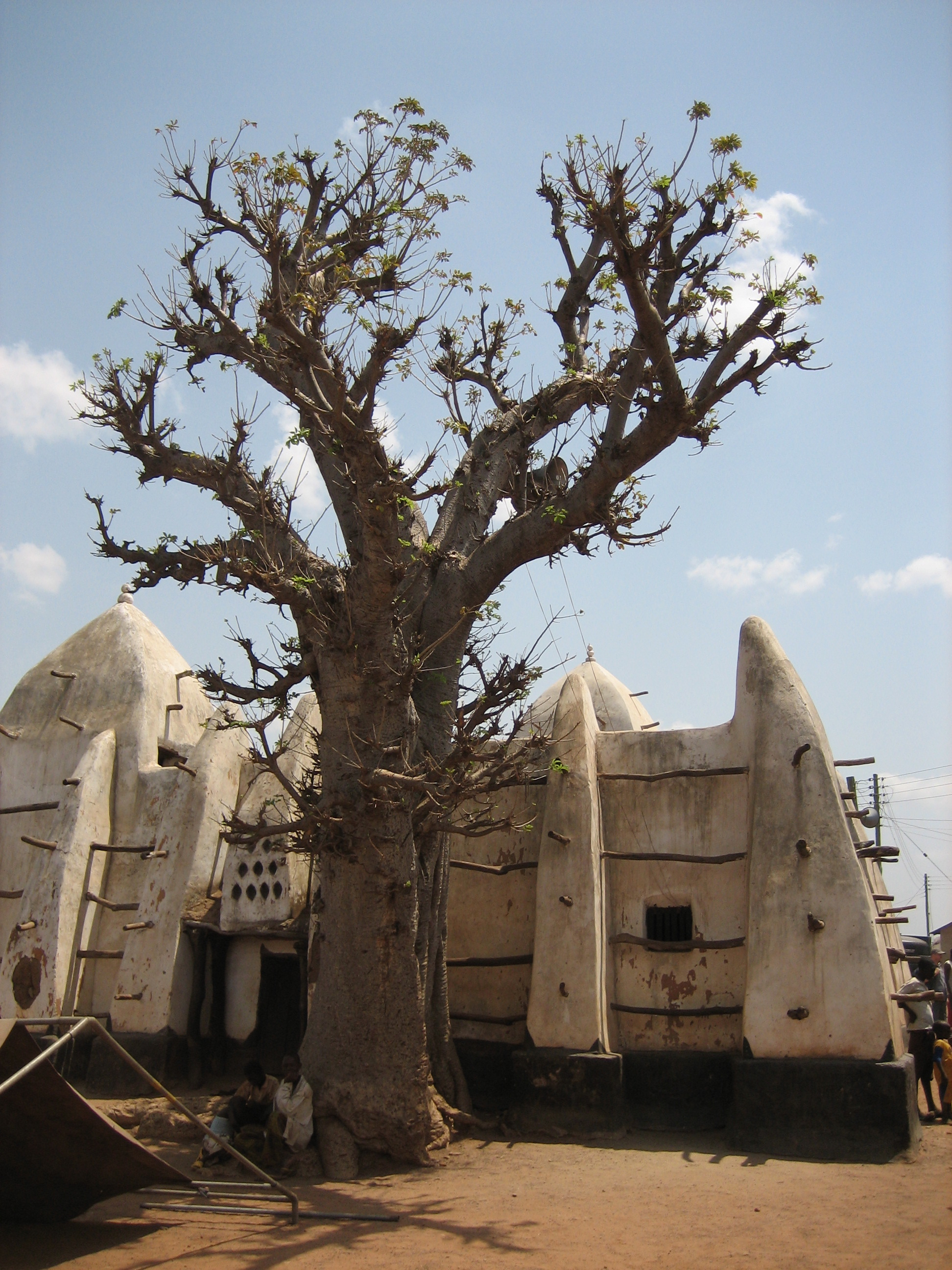
Mosquée de Larabanga, au Ghana
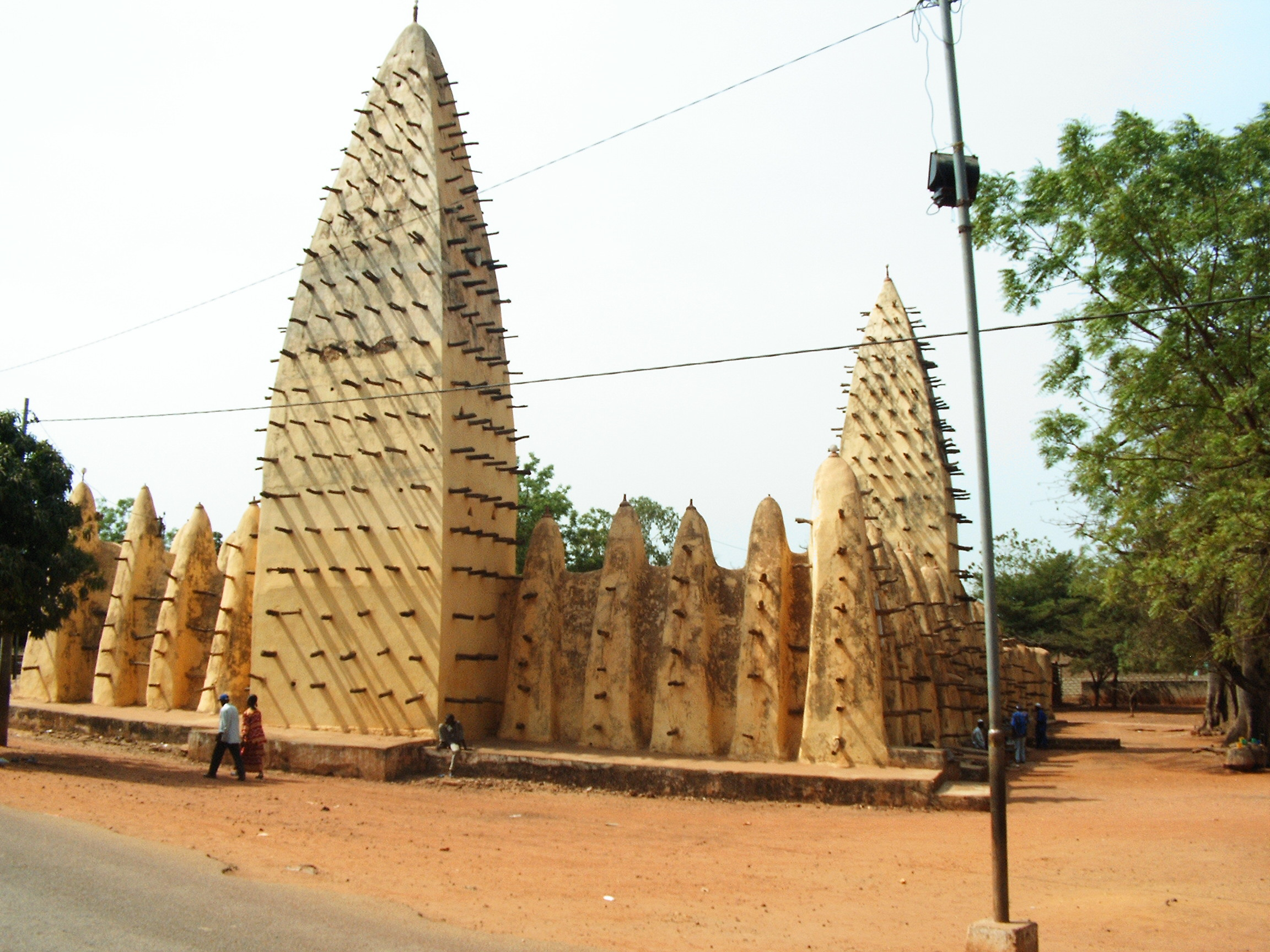
Mosquée de Bobo-Dioulasso, au Burkina-Faso
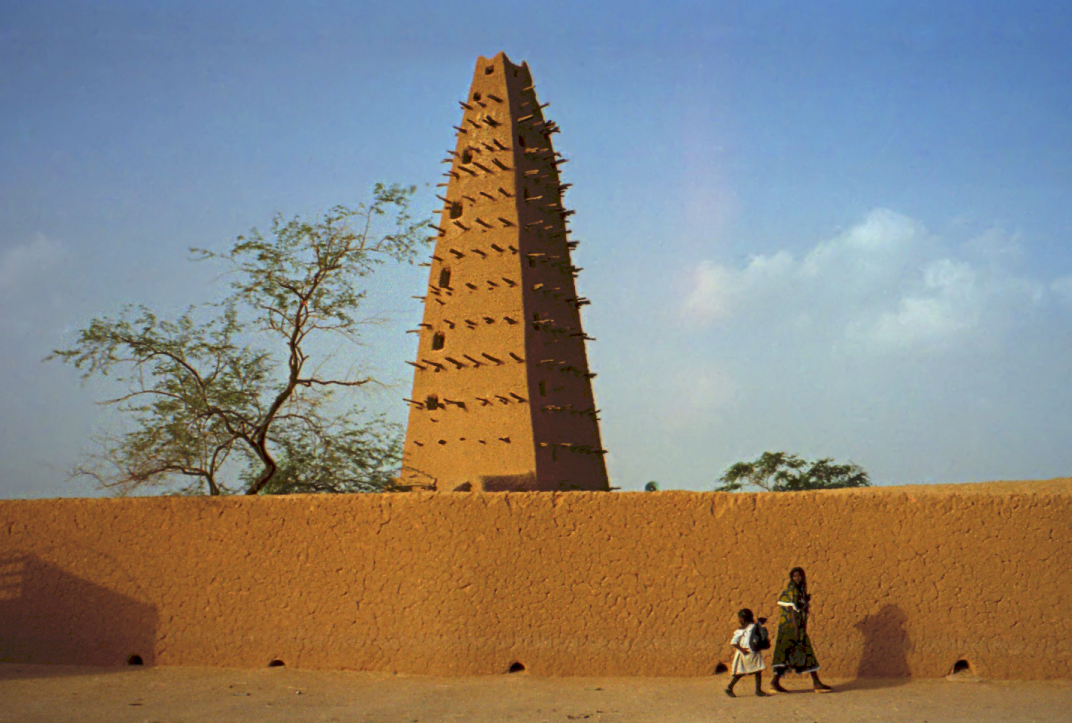
Mosquée d'Agadez, au Niger
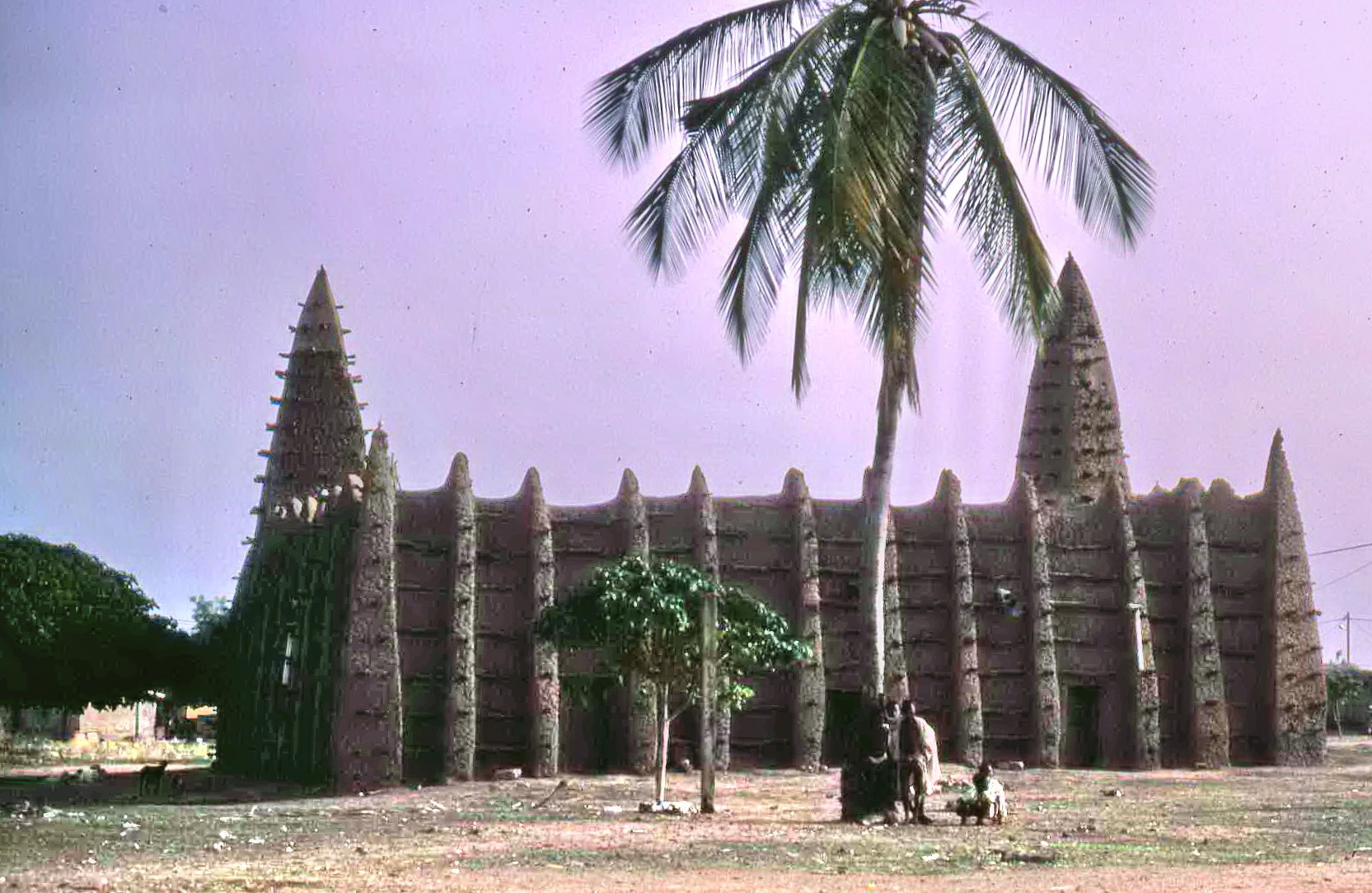
L'une des mosquées soudanaises de Kong, en Côte d'Ivoire